# 蒼海郡
蒼海郡（そうかいぐん）は、紀元前128年に漢の武帝が朝鮮北部から満洲南部にかけて設置した植民地である。『漢書』武帝紀では蒼海郡、『漢書』食貨志では滄海郡と表記される。蒼海郡の設置は漢の朝鮮進出を促進し、紀元前108年に漢は衛氏朝鮮を滅し、漢四郡を設置した。蒼海郡は漢四郡の1つである玄菟郡と深い関連がある。

## 概要
衛氏朝鮮に服属していた薉（濊）の君である南閭らが、衛氏朝鮮の衛右渠に叛いて、28万人を率いて漢に投降したことがきっかけで、蒼海郡が設置されたが、2年後の紀元前126年に公孫弘の建議により廃止された。
蒼海郡の正確な場所は分かっていないが、現在の咸鏡南道・江原道など日本海に面した地域と推定されている。武田幸男は、蒼海郡の郡治を咸南咸興か永興に比定している。